# バルドビーニョ

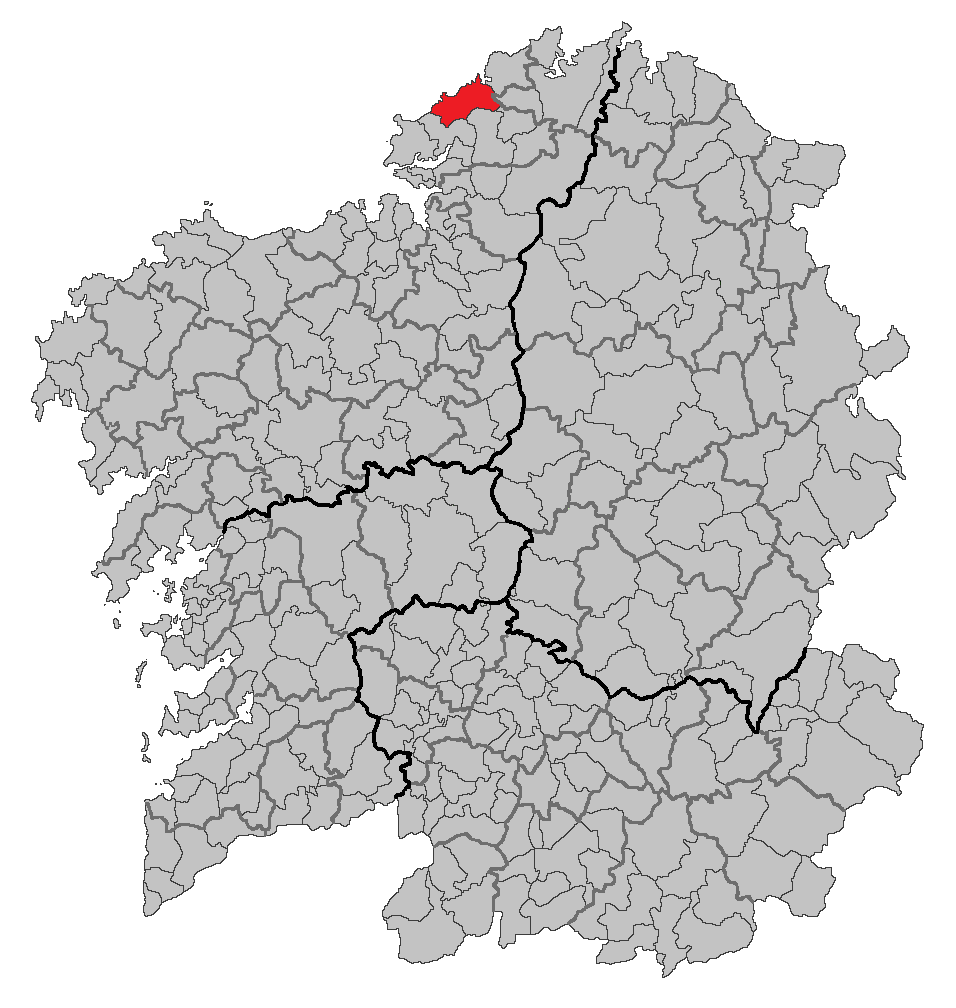

バルドビーニョ（Valdoviño）は、スペイン、ガリシア州、ア・コルーニャ県の自治体で、コマルカ・デ・フェロルに属する。ガリシア統計局によると、2009年の人口は6,978人（2006年：6,896人、2005年：6,888人、2004年：6,854人、2003年：6,877人）である。住民呼称はvaldoviñés/-a。
ガリシア語話者の自治体住民に占める割合は54.07%（2011年）。

## 地理
バルドビーニョはア・コルーニャ県の北東部に位置し、コマルカ・デ・フェロルに属する。北西部は大西洋に面し、東はセデイラ、セルディード、モエーチェと、南はサン・サドゥルニーニョ、ナロンの各自治体と隣接、自治体の中心地区は、バルドビーニョ教区のアビーニョ地区。
西側郊外のヨシ原およびヤナギ、ヨーロッパハンノキの群落がある湖沼と砂丘は1993年にラムサール条約登録地となった。

### 人口
| バルドビーニョの人口推移 1900－2014                     |
|                                                         |
| 出典:INE（スペイン国立統計局）1900年 - 1991年、1996年 - |

## 政治
自治体首長はTEGA（Terra Galega、ガリシアの大地）のマリーア・イサベル・アルバレス・ディエゲス（María Isabel Álvarez Diéguez）、自治体評議員はガリシア社会主義者党（PSdeG-PSOE）：3、ガリシア国民党（PPdeG）：3、TEGA：3、CV（Centristas de Valdoviño、バルドミーニョ中道連合）：2、UIV（Unión de Independientes de Valdoviño、バルドミーニョ独立連合）：1、ガリシア民族主義ブロック（BNG）：1となっている（2007年の自治体選挙の結果、得票順）。

## 教区
バルドビーニョは9の教区に分けられている。太字は自治体中心地区のある教区。
- ラゴ（サンティアーゴ）
- ロイラ（サン・ペドロ）
- ロウリード（サン・バルトロメウ）
- メイラス（サン・ビセンテ）
- パンティン（サンティアゴ）
- オ・セケイロ（サンタ・マリーア）
- バルドビーニョ（サンタージャ）
- ビラボーア（サン・ビセンテ）
- ビラルーベ（サン・マルティーニョ）